# 中村優里
中村 優里（なかむら ゆり、1992年9月17日 - ）は、日本の女優。大阪府出身。ロットスタッフ所属。

## 人物

### 来歴
・2010年、芸能事務所G-ARIAに所属後、芸能活動をスタート。現在はロットスタッフ所属。
・フジテレビ月9ドラマ「大切なことはすべて君が教えてくれた」では約800名のオーディションを勝ち抜き、野口優里役で連続ドラマ初レギュラー出演。
・2014年度上半期放送のNHK連続テレビ小説「花子とアン」では、主人公の同級生、梅田淑子役を学生時代～大人まで演じる。
・2018年、テレビ朝日系帯ドラマ劇場「越路吹雪物語」では、主人公の宝塚音楽学校時代の同級生、諸岡美津役を演じる。

### 特技
- チアダンス、ピアノ、水泳、バスケットボール、トランペット

### 趣味
- バトントワリング、茶道、着付け、殺陣、懐剣術

### 資格免許
- 普通自動車、書道三段、パーソナルカラー検定、漢字検定準二級[1]

## 出演

### テレビドラマ

#### フジテレビ
- 信長協奏曲  - 侍女 役
- もやしもん
- 大切なことはすべて君が教えてくれた - 野口優里 役
- 痛快TVスカッとジャパン「となりの寿司ドロボー」 - 香澄 役
- 嫌われる勇気（9話）
- 女の勲章 - 聖和服飾学院生徒 役
- 僕たちがやりました（7話）
- ラジエーションハウス - 看護師 役
- 世にも奇妙な物語 '19 秋の特別編「恋の記憶、止まらないで」- ヘアメイク 役
- 教場II - 蒼井糸 役
- 風間公親－教場0－ - 岩田心 役

#### ＮＨＫ
- 連続テレビ小説「花子とアン」 - 梅田淑子役

#### テレビ朝日
- 仮面ライダーフォーゼ（23・24話）
- 帯ドラマ劇場「越路吹雪物語」-諸岡美津役
- 僕の初恋をキミに捧ぐ（5話）
- サイン~法医学者 柚木貴志の事件~（4話）

#### テレビ東京
- マジすか学園２ - 仮面隊役
- 相棒season15（12話）
- リーガル･ハート～いのちの再建弁護士～（7話）

#### ＷＯＷＯＷ
- 大空港2013 -グランドスタッフ役
- 孤高のメス（1・4話）

### 映画
- ニシノユキヒコの恋と冒険 - 西條きくえ役（井口奈巳監督）
- 僕らの交響詩 - 三井紗香役（倉科慎太郎監督）
- 汐汲坂 - 桐谷杏子役（岡田翔監督）
- ミュージアム -看護師役（大友啓史監督）
- 11月19日 -田中陽子役（神谷正智監督）
- 彼女はひとり - 聡子役（中川奈月監督）
- 正装戦士スーツレンジャー - 由美子役（上田慎一郎監督）
- HELP!! - ハルカ役（田中佑和監督）
- 五億円のじんせい - 詐欺グループ役（文晟豪監督）
- 記憶にございません！ - 記者役（三谷幸喜監督）
- Red -（三島有紀子監督）

### 舞台
- FLYING PIRATES ネバーランド漂流記-featuringGUY'S-（サンリオピューロランド）- カーリーA 役
- ライン♪ (銀座博品館劇場) - 演出：天野まり
- そして星空に願いをかける君の声 (中目黒ウッディーシアター) - 遠藤真理子役
- 死神姫の再婚 (全労済スペース・ゼロ) - 演出：穴吹一郎
- セーラー服とブルーシート (ワーサルシアター) - 演出：大西弘記
- 最後に歩く道 (サンモールスタジオ) - 演出：大西弘記
- エピローグに栞を (古民家ゆうど) - 演出：滝本祥生
- ずっと4時 (下北沢「劇」小劇場) - 演出：滝本祥生

### ＣＭ
- 山崎製パン・ランチパック（ふれあい女性篇）
- LOTO7（キャリーオーバー篇）
- イオン「リスペクトギフト」
- 信用金庫協会
- スタジオマリオ（笑顔に全力篇）2022年
- NTT西日本（みんなを笑顔にするまちづくり 篇）2023年
- アサヒ生ビール（ちょこっと常連おつかれ生です。 篇）2023年
- SUBARU（スマホで試乗予約　篇）2024年

### ＭＶ
- Life Is Beautiful（ROTTENGRAFFTY）
- 今、話したい誰かがいる（乃木坂46 白石麻衣個人PV）
- 春をこえて（discourage）
- 君へ（リアクションザブッタ）
- 仮面（リアクションザブッタ）
- 二人日和（Plastic Monster）
- 水と油（モクメノキ）
- そして笑顔は作られる（arrival art）
- 背中合わせfeat.安果音（コバソロ）
- 月夜に溶ける（アメノイロ。）
- 幸せの定義（木全俊太）